# Alpujarra de la Sierra
Alpujarra de la Sierra är en kommun i Spanien.   Den ligger i provinsen Provincia de Granada och regionen Andalusien, i den södra delen av landet, 400 km söder om huvudstaden Madrid. Antalet invånare är 1 132. Arean är 69 kvadratkilometer. Alpujarra de la Sierra gränsar till Cádiar, Lanteira, Ugíjar, Bérchules och Válor. 
Terrängen i Alpujarra de la Sierra är huvudsakligen kuperad, men österut är den bergig.